# Lăng Nguyễn Hữu Hào
Lăng Nguyễn Hữu Hào là nơi chôn cất và thờ ông Nguyễn Hữu Hào và bà Lê Thị Bình - song thân của Nam Phương Hoàng Hậu - tọa lạc tại ngọn đồi ở phía Tây Nam thành phố Đà Lạt - lăng nằm trên đường Vạn Thành - Tà Nùng từ ngã ba Hoàng Văn Thụ cách thác Cam Ly 150m. Đây là một di tích lịch sử và danh lam thắng cảnh nằm trong số 150 danh lam thắng cảnh chưa được khai thác du lịch tại Đà Lạt.

## Lịch sử
Ông Nguyễn Hữu Hào vốn là một đại điền chủ giàu có, quê quán tại Gò Công (nay thuộc phường Long Thạnh Mỹ, Thành phố Thủ Đức). Ông kết hôn với bà Lê Thị Bình, con gái ông Huyện Sỹ (Lê Phát Đạt), một trong những người giàu có nhất Việt Nam thời bấy giờ.  
Ông bà Nguyễn Hữu Hào có 2 người con gái: trưởng nữ là Agnès Nguyễn Hữu Hào, được gả cho một quý tộc người Pháp là Nam tước Pierre Didelol lúc đó đang giữ chức Khâm mạng Hoàng triều cương thổ (Hoàng triều Cương thổ là vùng đất biên cương do hoàng gia cai quản, gồm Kon Tum, Gia Lai, Đắk Lắk, Đắk Nông và Lâm Đồng ngày nay). Cô em là Mariette Jeannette Nguyễn Hữu Thị Lan. Đẹp, con nhà trí thức, giàu có nên cô Nguyễn Hữu Thị Lan được các viên chức người Pháp chọn để tiếp cận Hoàng đế Bảo Đại. Vậy là họ sắp xếp để hai người gặp nhau trong một bữa tiệc do viên Đốc lý Đà Lạt tổ chức. Ngày 6 tháng 2 năm 1934, lễ cưới của Nguyễn Hữu Thị Lan và Hoàng đế Bảo Đại diễn ra tại Điện Kiến Trung (Hoàng thành Huế) và tấn phong làm Nam Phương Hoàng hậu. 
Những ngày cuối đời, vợ chồng ông Nguyễn Hữu Hào chỉ sống ở Đà Lạt. Khi bắt đầu lâm bệnh nặng và biết sẽ khó qua khỏi, ông có nguyện vọng sau khi qua đời sẽ được chôn cất tại Đà Lạt.
Mùa thu năm Kỷ Mão (13 tháng 9 năm 1939), Long Mỹ Quận công Nguyễn Hữu Hào từ trần và được an táng theo nghi thức tước Quận công. Nam Phương hoàng hậu cho xây dựng lăng mộ cho ông vào cuối năm 1939. Sau 4 năm xây dựng, lễ quy lăng diễn ra ngày 10 tháng 9 năm 1941.

## Miêu tả
Lăng xây dựng trên một đồi cao. Cổng lăng là trụ biểu gồm 4 trụ thẳng đứng trang trí hoa sen và chó ngao và đề tự 2 cặp câu đối do chính Nam Phương Hoàng Hậu đề tự . Nội dung hai cặp câu đối như sau:
| “ | Dữ quốc đồng hưu thiên cổ hà sơn thư khoán vĩnh Dưỡng thân dục đãi bách niên phong thụ đỉnh chung bi Chất giáng trụ thiên phảng phất anh linh quy thổ lạc Chung trừ túc địa uất thông vượng khí hộ giai thành | ” |

Tạm dịch:
| “ | Một lòng với nước, ngàn năm sông núi mãi ghi trong sách sử, khoán ước Nuôi dưỡng cha mẹ, trăm năm cây gió khắc ghi nỗi đau buồn trên chuông đỉnh Chót vót chống trời, phảng phất khí thiêng về nơi an lạc Đất thiêng tốt lành, bao trùm vượng khí bảo vệ chốn giai thành | ” |

Đường lên lăng gọi là nhất chính đạo (con đường duy nhất lên lăng) gồm 36 bậc, cứ cách 9 -13 bậc sẽ có một chiếu nghỉ tổng cộng 158 bậc thang. Nhất chánh đạo là con đường duy nhất lên lăng. Lăng xây trên đỉnh đồi hình Hoa sen đang nở, mái lợp ngói lưu ly xanh với các đầu đao cong lên như các Kiến trúc Á Đông nhưng trên nóc lăng có Thánh giá. Mặt tiền lăng là một sân tế rộng dựng một bia đá, đầu bia hình vòng cung chạm trổ hoa lá. Trong lăng có 2 ngôi mộ lớn bằng đá xanh, cao khoảng 30 cm, hình chữ nhật mặt phẳng. Trên mặt mộ, có chạm trổ hoa văn quanh riềm và hình một thánh giá lớn giữa mộ. Đó là mộ Long Mỹ Quận công Nguyễn Hữu Hào và phu nhân Lê Thị Bình. Ở giữa hai ngôi mộ có một hương án (còn là bàn để các linh mục hành lễ). Phía sau bàn thờ này có trổ một cửa vuông rộng nhìn ra một nhà bia nhỏ, bia bằng đá xanh, chạm trổ trên đầu và chung quanh bài minh bia hình chữ nhật.
Nội dung bài minh bia:
| “ | Văn bia của Hiển khảo Long Mỹ quận công họ Nguyễn Đồng Nai anh linh, Tiền Giang vượng khí, hun đúc nơi người, sinh đấng anh minh. Kính nghĩ: Tiên nghiêm. Trời ban chân tính, lòng dạ hiền từ, giữ thân đoan chính, giao tế văn minh, nhìn xa hiểu rộng, lòng giàu đạo đức, người mến dung nghi, gia truyền nghĩa giáo, đức lớn sinh thành, sân thềm đầy phúc, cửa ngõ quang huy. Thiên tử nhớ ơn, ban cho công tước, vững bền sông núi, sổ sách còn ghi, bảy mươi mãn đời, hồn về Thiên giới, danh cao bất hủ, truyền mãi muôn đời, trông lên núi rậm, mây trắng còn bay, non tràn cảm hứng, thông gió vi vu, cảm niệm đức xưa, tinh linh không mất. Khẩn cầu Thiên Chúa, che chở bình yên. Cảnh người sống gửi, thường hằng biệt ly, Thiên đường cõi phúc, trăm đời cùng về, ơn sâu vô tận, thương nhớ nào hơn! Mượn tấm bia này, nguyện cùng thiên cổ. | ” |
| — Ngày mùng 1 tháng 8 năm Bảo Đại thứ 14. Nhằm ngày 13 tháng 9 năm Thiên Chúa giáng sinh 1939. Con gái Cung kính tạo dựng: - Hoàng hậu Nam Phương nước Đại Nam. - Phu nhân Nam tước Đề Lô (Didelot). | |   |

## Hiện nay
Với kiến trúc độc đáo, hài hòa và tọa lạc trên một đồi thông, khu di tích Lăng Nguyễn Hữu Hào nằm trong tổng thể quy hoạch của khu du lịch Thác Cam Ly và đã được Sở Du lịch - Thương mại Lâm Đồng xếp vào danh sách 150 khu, điểm có tiềm năng khai thác du lịch. 
Hiện nay, khu lăng mộ đang bị lãng quên. Xung quanh nơi này cây cỏ, bụi rậm mọc lên khắp nơi, trở nên hoang vu. Một số bậc thềm trong khu vực bia mộ đã bị nứt vỡ, hư hại do tác động bên ngoài. 